# Ramsarska mokrišča v Mongoliji
Mongolija se je 8. aprila 1998 pridružila Ramsarski konvenciji o mokriščih mednarodnega pomena, zlasti kot habitat vodnih ptic. Trenutno je v Mongoliji 11 mokrišč, določenih kot ramsarska območja.

## Seznam
| Ime                                 | Lega                                  | Površina (km2) | Leto ustanovitve | Opis | Slika |
| ----------------------------------- | ------------------------------------- | -------------- | ---------------- | --- | ----- |
| Mongol Daguur                       | 49°42′N 115°6′E / 49.700°N 115.100°E  | 2100           | 1997             | |       |
| Depresija Velikih jezer             | 45°19′N 99°58′E / 45.317°N 99.967°E   | 456            | 1998             | Dolina vključuje štiri slana jezera,: Boön Cagan, Tatsin Cagan, Adgiin Cagan in Orog, ki zagotavljajo počivališče za vodne ptice selivke. |       |
| Jezero Ögii                         | 47°46′N 102°46′E / 47.767°N 102.767°E | 25,1           | 1998             | |       |
| Jezero Terkhin Cagan                | 48°10′N 99°43′E / 48.167°N 99.717°E   | 61,1           | 1998             | |       |
| Jezero Airag                        | 48°53′N 93°25′E / 48.883°N 93.417°E   | 450            | 1999             | |       |
| Narodni park Har Us Nur             | 47°58′N 92°50′E / 47.967°N 92.833°E   | 3213,6         | 1999             | |       |
| Jezero Achit in okoliška mokrišča   | 49°40′N 90°35′E / 49.667°N 90.583°E   | 737,3          | 2004             | |       |
| Jezero Buir in okoliška mokrišča    | 47°48′N 117°40′E / 47.800°N 117.667°E | 1040           | 2004             | |       |
| Jezero Ganga in okoliška mokrišča   | 45°15′N 114°00′E / 45.250°N 114.000°E | 32,8           | 2004             | |       |
| Jezero Uvs in okoliška mokrišča     | 50°20′N 92°45′E / 50.333°N 92.750°E   | 5850           | 2004             | |       |
| Jezera v dolini reke Khurkh-Khüiten | 48°18′N 110°34′E / 48.300°N 110.567°E | 429,4          | 2004             | |       |